# 韋斯特維尤 (伊利諾伊州)
韋斯特維尤（英語：Westview）是位於美國伊利諾伊州聖克萊爾縣的一個非建制地區。該地的面積和人口皆未知。

## 地理
韋斯特維尤的座標為38°12′13″N 90°06′06″W / 38.20361°N 90.10167°W，而該地的平均海拔高度為163米（即535英尺）。